# Catherine de Parthenay

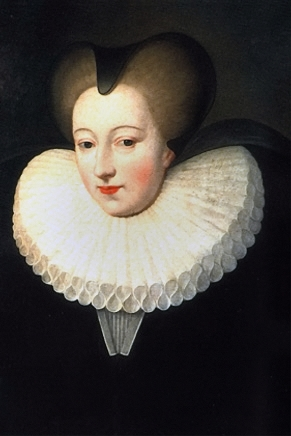
Catherine de Parthenay

Catherine de Parthenay (* 22. März 1554 in Mouchamps; † 26. Oktober 1631 ebenda) war eine französische Adlige und Mathematikerin. Sie studierte bei François Viète (Vieta) und gilt als eine der brillantesten Frauen der damaligen Zeit. Sie heiratete Charles de Quellenec und nach dessen Tod René II, Vicomte von Rohan, beides Hugenotten.

## Leben
Catherine de Parthenay war die Erbin der protestantischen Familie Parthenay-L’Archevêque aus dem Gâtine und Bocage vendéen im Poitou. Ihr Vater war Botschafter Jean V. de Parthenay, ihre Mutter Antoinette Bouchard d’Aubeterre. Sie war die Enkelin von Michelle de Saubonne.
Als Kind zeigte sie Interesse an Astrologie und Astronomie, woraufhin ihre Mutter daraufhin einen der bedeutendsten zeitgenössischen Mathematiker, François Viète, als Tutor einstellte. Viète unterrichtete Catherine unter anderem in Geografie, aktuelle Entdeckungen, kosmografisches Wissen und natürlich Mathematik, was höchstwahrscheinlich ihr größeres Interesse an der Mathematik weckte und sie zu einer Mathematikerin formte.
In erster Ehe heiratete Catherine de Parthenay den Baron von Pont-l’Abbé, Charles de Quellenec. Mit nur 18 Jahren wurde sie verwitwet, als er in der Bartholomäusnacht getötet wurde. Als 18-jährige Witwe war Catherine eine gute Partie und galt zudem als eine der intelligentesten Frauen ihrer Zeit. Sie wurde von René II. de Rohan, dem jüngsten Sohn der Familie Rohan, umworben, sie akzeptierte die Heirat mit ihm jedoch erst, als er nach dem Tod seines ältesten Bruders Vicomte de Rohan wurde und das Vermögen der Familie Rohan erbte.
Als Vicomtesse de Rohan verfügte Catherine über die wichtigsten Residenzen der Familie Rohan in der Bretagne: Burg Blain, Schloss Josselin und Schloss Pontivy, und trug zum Ausbau der protestantischen Kirchen in diesen Orten bei.
Ihr neuer Ehemann griff zu den Waffen, sobald die Kämpfe wieder aufgenommen werden. Catherine und ihre Kinder fanden in La Rochelle eine sichere Zuflucht. Dort nahm die überzeugte Hugenottin Einfluss auf die Verteidiger der Stadt gegen die Truppen des Kardinals Richelieu. Nachdem La Rochelle 1628 kapituliert hatte, wurde Catherine ins Gefängnis geworfen und die Residenzen Blain und Josselin wurden abgerissen. Catherine de Parthenay überlebte alle Religionskriege und starb 1631 in ihrer Residenz Schloss Le Parc-Soubise.
Im Jahr 1586 wurde sie zum zweiten Mal Witwe und widmete ihr Leben fortan der Erziehung ihrer Kinder und der Unterstützung der protestantischen Sache in der Bretagne. In ihren Residenzen Parc Soubise und Blain war Katharina die Seele eines blühenden politischen, religiösen und kulturellen Lebens. Sie schrieb gerne und wagte sich an die Poesie und die Tragödie.
Ihre Kinder waren:
- Catherine (* 20. Juni 1578; † 10. Mai 1607); ⚭ 26. August 1604 Johann II., Herzog von Zweibrücken, Pfalzgraf bei Rhein († 9. August 1635)
- Henri II. de Rohan (* 21. August 1579; X 13. Mai 1639), 1603 Duc de Rohan, Pair von Frankreich; ⚭ 13. Februar 1605 Marguerite de Béthune (* 1595; † 21. Oktober 1660), Tochter von Maximilien de Béthune, duc de Sully (Haus Béthune)
- René (* 1581; † 1581/82)
- Benjamin de Rohan (* 1583; † nach 8. Juni 1641), 1626 Duc de Frontenay, Seigneur de Soubise
- Anne (* wohl 1584; † 20. September 1646)
- Henriette († Juli 1629)

Catherine de Parthenay war eine aktive Verfechterin der protestantischen Sache, die beharrlich für ihre Überzeugung eintrat und damit ein Vorbild für ihre Söhne war. Ihr ältester Sohn, Henri II. de Rohan, wurde nach Condé, Coligny und Heinrich von Navarra Anführer der Hugenotten. Er heiratete die Tochter Sullys, das Paar bekam neun Kinder, von denen nur die Tochter Marguerite überlebte, die eine der reichsten Erbinnen ihrer Zeit war und 1645 auf Anordnung Ludwigs XIV. des Königs mit Henri Chabot verheiratet und dadurch die Stammmutter der Familie Rohan-Chabot wurde.